# Anthrax durvillei
Anthrax durvillei är en tvåvingeart som först beskrevs av Macquart 1840.  Anthrax durvillei ingår i släktet Anthrax och familjen svävflugor. Inga underarter finns listade i Catalogue of Life.